# The 3rd Eye
《The 3rd Eye》는 김현정의 정규 3집 음반이다. 타이틀곡 <멍>의 후렴구 "다 돌려놔"란 가삿말과 춤이 신드롬을 일으키면서 1집, 2집에 이어서 3집까지 대박 신화를 만들었다. 가수 이승환이 만든 <너 정말?>과 조규찬이 만든 <거짓말처럼>까지 큰 사랑을 받았다.

## 수록곡
| 1.  | 미라지 (신기루) | 3:44 |
| 2.  | 고요            | 4:03 |
| 3.  | 사실은          | 4:46 |
| 4.  | 너 정말?        | 3:44 |
| 5.  | 멍              | 3:25 |
| 6.  | 어쩌면          | 3:48 |
| 7.  | 누군가 했더니   | 3:48 |
| 8.  | 자기야          | 3:43 |
| 9.  | U-Turn          | 3:27 |
| 10. | 거짓말처럼      | 4:25 |
| 11. | Disco Bus       | 4:11 |
| 12. | What is it?     | 3:32 |

## 특이사항
- 총판매량은 421,052장으로써 2000년 전체 여자솔로가수 음반판매량 1위를 기록